# Eumelea cacuminis
Eumelea cacuminis är en fjärilsart som beskrevs av Louis Beethoven Prout 1931. Eumelea cacuminis ingår i släktet Eumelea och familjen mätare. Inga underarter finns listade i Catalogue of Life.